# Seznam předsedů Starostů a nezávislých
Toto je seznam předsedů českého politického hnutí Starostové a nezávislí. Od roku 2005 se vystřídali ve funkci předsedy STANu čtyři lidé, z nichž jeden byl ve funkci dvakrát.

## Seznam
| Pořadí | Obrázek | Jméno (narození–úmrtí)         | Začátek v úřadu | Konec v úřadu     | Délka v úřadu    |
| ------ | ------- | ------------------------------ | --------------- | ----------------- | ---------------- |
| 1.     |         | Josef Zicha (* 1969)           | 10. února 2005  | 1. února 2009     | 3 roky a 357 dní |
| 2.     |         | Petr Gazdík (* 1974)           | 19. února 2009  | 28. března 2014   | 5 let a 37 dní   |
| 3.     |         | Martin Půta (* 1971)           | 28. března 2014 | 21. prosince 2015 | 1 rok a 268 dní  |
| 4.     |         | Petr Gazdík (* 1974) (podruhé) | 16. dubna 2016  | 13. dubna 2019    | 2 roky a 362 dní |
| 5.     |         | Vít Rakušan (* 1978)           | 13. dubna 2019  | úřadující         | 5 let a 327 dní  |